# 児童福祉施設
児童福祉施設（じどうふくししせつ）とは、児童福祉に関する事業を行う各種の施設である。児童福祉施設は、児童福祉法（昭和22年法律第164号）をはじめとする法令に基づいて事業を行う。児童福祉施設は、国（国立病院機構を含む独立行政法人を含む）、都道府県、市町村（地方独立行政法人を含む）が設置できるほか、社会福祉法人等の者が設置することもできる。

## 児童福祉施設の種類
児童福祉施設の種類は、児童福祉法の第7条に列記され、第36条から第44条の3までに施設概要が述べられている。
助産施設（第22条）
妊産婦が、保健上必要があるにもかかわらず、経済的理由により、入院助産を受けることができない場合において、その妊産婦から申込みがあつたときは、その妊産婦に対し助産施設において助産を行わなければならない。助産施設は、保健上必要があるにもかかわらず、経済的理由により、入院助産を受けることができない妊産婦を入所させて、助産を受けさせることを目的とする施設と言う。産婦人科を有する病院や助産院等が助産施設の指定を受けることが多い。付近に助産施設がない等真にやむを得ない場合には産科部門に空床がある場合に限って国立高度専門医療センター及び独立行政法人国立病院機構の設置する医療機関において助産施設と同等の取り扱いをする。
通常、出産する者に対しては健康保険出産育児一時金が支給され、その費用で出産費用を賄うが、健康保険に加入していない生活保護受給者や、低所得者で出産に一時金以上の費用がかかりそうな者を対象として出産に要する費用が助成され、行政から施設に費用が支払われる。健康保険加入者であれば出産育児一時金も受理できる。ただし、所得税額等に応じて利用者負担がある。入院助産制度とも呼ばれる。
厚生労働省の調査によると、2017年3月31日現在、全国で439の施設がある。施設は年々減少している。また利用については予約でいっぱいであったり民間病院では損金が出る場合には断られる場合がある。東京都港区では出産育児一時金に加えて18万円（双子は16万）の上乗せ出産費用助成額が行われている。2017年度の児童虐待死亡事例に関する厚生労働省の検証結果では心中を除く52人のうち、53.8％に当たる28人が0歳児である。中絶可能期間を過ぎた望まれない妊娠の場合、入院助産制度を活用して出産した後、特別養子縁組や里親、こうのとりのゆりかごなどの制度を活用して親が子供を手放し、子供の安全と幸福をはかることも可能である。
乳児院（第37条）
乳児院は、乳児を入院させてこれを養育し、あわせて退院した者について相談その他の援助を行うことを目的とする施設。
児童福祉法において乳児とは1歳未満の者を指すが、乳児院では、必要がある場合、小学校入学前の児童までを養育できる。かつて孤児院と呼ばれたように、以前は戦災孤児や捨て子等が入所児の大半であったが、現在の入所理由は、虐待、婚姻外出産、母親の病気、離婚や死別等で母親がいない、子ども自身の障害等である。乳児院に入所していた子どもは、その後、両親や親族の元へ引き取られたり、養子縁組等で里親の元へ引き取られるが、それが無理な場合は、小学校に入学するまでに児童養護施設へ措置変更となる。
厚生労働省の調査によると、2017年3月31日現在、全国で138の施設があり、約2,000人の児童が入所している。
母子生活支援施設（第38条）
母子生活支援施設は、母子家庭の母と子（児童）を入所させて、これらの者を保護するとともに、これらの者の自立の促進のためにその生活を支援し、あわせて退所した者について相談その他の援助を行うことを目的とする施設。かつては母子寮と呼ばれていたが、1998年から現在の名称に改められた。
厚生労働省の調査によると、2017年3月31日現在、全国で234の施設があり、約1,600世帯が入所している。
保育所（第39条）・幼保連携型認定こども園（第39条の2）
保育所は、保護者の委託を受けて、保育を必要とするその乳児又は幼児を保育することを目的とする通所の施設。
入所条件にかつては「保育に欠ける」とあったが法改正で「保育を必要とする」と改まった。保護者の共働きが主な入所理由だが、就労していなくても、出産の前後、疾病負傷等、介護、災害の復旧、通学、等で「保育を必要とする」と市町村が認める状態であれば申し込むことができる。ただ、施設の定員等の関係上、どの保育所にも通うことができない児童、いわゆる待機児童が発生している地域がある（待機児童の数は、2017年6月2日現在、日本全体で約23,553人であることが、厚生労働省の調査により分かっている。）。また、現在は通所の利用だけでなく、「一時預かり」を実施している保育所もある。この場合、利用日数に上限はあるが就労等の利用条件はない。
また、幼稚園は、学校教育法に基づき、満3歳以上の幼児に対して就学前教育を行うことを目的とする施設だが、2006年に成立した就学前の子どもに関する教育、保育等の総合的な提供の推進に関する法律（認定こども園法）により、幼稚園と保育所との機能を併せ持つ認定こども園の設置が可能となった。
厚生労働省の調査によると、2012年3月31日現在、全国で23,685の保育所があり、約218万人の児童が通所している。
児童厚生施設（第40条）
児童厚生施設とは、児童遊園、児童館等児童に健全な遊びを与えて、その健康を増進し、又は情繰をゆたかにすることを目的とする施設。
厚生労働省の調査によると、2017年3月31日現在、全国で4,512の児童館、2,445の児童遊園がある。
児童養護施設（第41条）
児童養護施設は、保護者のない児童、虐待されている児童、その他養護を要する児童を入所させて、これを養護し、あわせて退所した者に対する相談その他の自立のための援助を行うことを目的とする施設。
厚生労働省の調査によると、2017年3月31日現在、全国で615の施設があり、約32,600人の児童が入所している。
障害児入所施設（第42条）
障害児入所施設は、障害児を入所させて、支援を行うことを目的とする施設。支援の内容により、福祉型と医療型に分かれる。かつての知的障害児施設、盲ろうあ児施設、肢体不自由児施設、重症心身障害児施設は2012年の児童福祉法改正により障害児入所施設に統合された。
児童発達支援センター (児発)（第43条）
児童発達支援センターは、障害児を日々保護者の下から通わせて、支援を提供することを目的とする施設。支援の内容により、福祉型と医療型に分かれる。
児童心理治療施設（第43条の2）
児童心理治療施設は、家庭環境、学校における交友関係その他の環境上の理由により社会生活への適応が困難となった児童を、短期間、入所させ、又は保護者の下から通わせて、社会生活に適応するために必要な心理に関する治療及び生活指導を主として行い、あわせて退所した者について相談その他の援助を行うことを目的とする施設。
厚生労働省の調査によると、2017年3月31日現在、全国で46の施設があり、約1,900人の児童が入所している。
かつては情緒障害児短期治療施設という名称であったが、2017年4月1日から現在の名称に改められた。
児童自立支援施設（第44条）
児童自立支援施設は、不良行為をし、又はするおそれのある児童などを入所させて、必要な指導を行い、その自立を支援する。かつては感化院、教護院と呼ばれていた。
厚生労働省の調査によると、2017年3月31日現在、全国で56の施設があり、約3,500人の児童が入所している。
児童家庭支援センター（第44条の2）
児童家庭支援センターは、地域の児童の福祉に関する各般の問題につき、児童、母子家庭その他の家庭、地域住民その他からの相談に応じ、必要な助言、指導を行い、あわせて児童相談所、児童福祉施設等との連絡調整その他厚生労働省令の定める援助を総合的に行うことを目的とする施設。基本的に他の児童福祉施設に併設される。
里親支援センター（第44条の3）
2024年4月1日より設置された。
上記の施設の中には入所型施設も多く、似たようなものとして特別支援学校に併設されている寄宿舎もある。しかしこちらはあくまでも教育の分野に入り、学校との連携が深いこと、個別の支援計画などを学校や保護者と擦り合わせたりする点で異なる。

## 入所と費用
児童厚生施設や児童家庭支援センターを除く施設は、児童相談所、福祉事務所、市町村が入所を決定する。ただし、保育所への入所は保護者からの希望を聞いた契約に近い形となり、児童自立支援施設への入所は家庭裁判所の決定に基づくこともある。費用は国および所在地の地方自治体が支出し、児童の保護者からその一部を収入に応じて負担金として徴収している。

## 建築基準法上の児童福祉施設等
建築基準法上では、「児童福祉施設等」とは同法施行令第19条第1項により、「児童福祉施設、助産所、身体障害者社会参加支援施設（補装具製作施設及び視聴覚障害者情報提供施設を除く。）、保護施設（医療保護施設を除く。）、婦人保護施設、老人福祉施設、有料老人ホーム、母子保健施設、障害者支援施設、地域活動支援センター、福祉ホーム又は障害福祉サービス事業（生活介護、自立訓練、就労移行支援又は就労継続支援を行う事業に限る。）の用に供する施設」と定められている。これらの用途は、同法第28条の「居室の採光及び換気」の規定の対象となると同時に、同法別表第一の特殊建築物の（い）欄（二）項の用途を定める建築基準法施行令第115条の3第1号の用途の対象になる。